# جوشوا نادياو
جوشوا نادياو (بالفرنسية: Joshua Nadeau)‏ (12 سبتمبر 1994 بباريس في فرنسا - ) هو لاعب كرة قدم فرنسي في مركز الدفاع. لعب مع أيل ليماسول وغيفلي ونادي أجاكسيو.

## روابط خارجية
- جوشوا نادياو على موقع اتحاد السويد (السويدية)
- جوشوا نادياو على موقع قاعدة بيانات كرة القدم.إي يو (الإنجليزية)
- جوشوا نادياو على موقع Soccerway.com (الإنجليزية)
- جوشوا نادياو على موقع عالم كرة القدم.نت (الإنجليزية)
- جوشوا نادياو على موقع AS.com (الإسبانية)